# Mazda EZ-60
Mazda EZ-60 — середньорозмірний кросовер, представлений у 2025 році спільним підприємством Changan Mazda.

## Опис

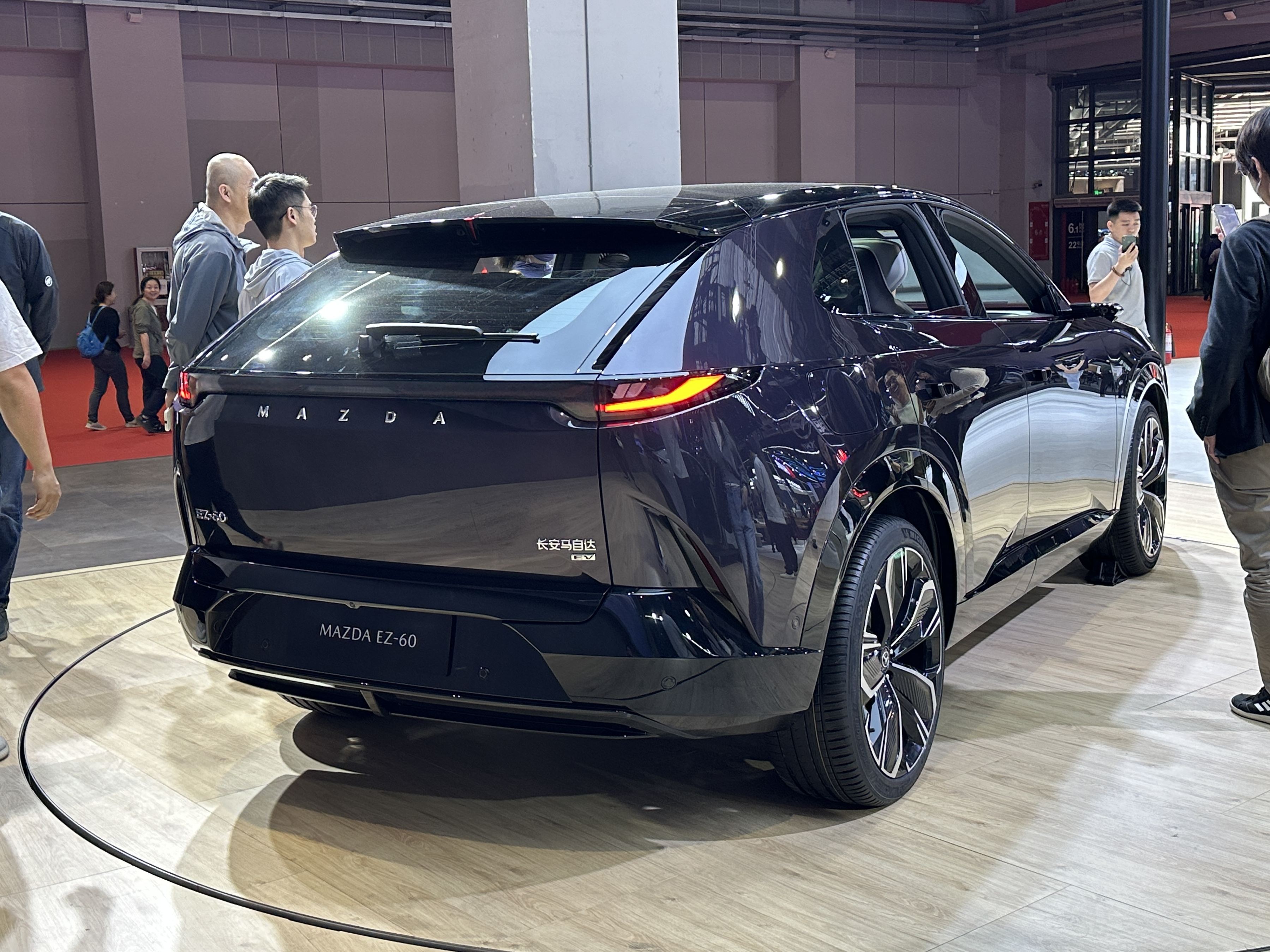

Назва EZ-60 була підтверджена в тизері, опублікованому в акаунті Mazda у Weibo 31 березня 2025 року. Після EZ-6, EZ-60 є другим акумуляторним електромобілем виробництва Changan Mazda. Платформа — EPA1.
Крім акумуляторних електромобілів (BEV) також випускаються гібридні автомобілі та електромобілі зі збільшеним запасом ходу (EREV). Мова дизайну — Kodo.
Роком раніше (2024 року) на Пекінському автосалоні був представлений концепт-кар Mazda Arata Concept.

## Технічні характеристики
Mazda EZ-60 оснащується електродвигуном потужністю 175 кВт (235 к.с.) та 1,5-літровим двигуном внутрішнього згоряння JL473QJ потужністю 160 кВт (215 к.с.).Той самий силовий агрегат, що й у Deepal S07.

## Світові ринки
На європейському ринку Mazda EZ-60 продається за назвою Mazda CX-6e.